# Anna Magnani
Anna Magnani (Róma, 1908. március 7. – Róma, 1973. szeptember 26.) Oscar-díjas olasz színésznő.

## Életpályája
Törvénytelen gyermek volt; anyja magára hagyta. A nagyanyjánál nevelkedett Róma egyik nyomornegyedében. Éjszakai klubokban és kabarékban énekelt, megélhetésként, majd egy vándortársulattal évekig járta Olaszországot. Az 1920-as évek végétől szerepelt jelentéktelen filmekben. 1935-ben férjhez ment Goffredo Alessandrini rendezőhöz, de tőle elvált és 1942-ben Massimo Seratót  választotta férjéül. 1941-ben szerepet kapott Vittorio De Sica Péntek Rézi című filmjében. Innentől tekintenek rá mint igazi színésznőre. Az igazi áttörést számára Roberto Rossellini filmje, a Róma, nyílt város jelentette, ami a háború utáni évek első anyagilag sikeres olasz neorealista filmje, és meghozta számára a nemzetközi hírnevet.
A tetovált rózsában  (1955) nyújtott alakításával elnyerte - első olasz színésznőként - a legjobb női főszereplőnek járó Oscar-díjat. A szerepet Tennessee Williams egyenesen neki írta. Ezután - többek között - forgatott Federico Fellinivel, Pier Paolo Pasolinival, Luchino Viscontival és Jean Renoirral.  George Cukor Wild is the Wind című filmjében nyújtott alakításáért 1958-ban szintén Oscar-díjra jelölték. Pier Paolo Pasolini Mamma Róma (1962) című filmjének főszerepe jutalomjáték volt Anna Magnani számára: egy prostituáltat alakított, aki szakítani akar addigi életével, és magához veszi vidéken nevelkedő fiát. Utolsó filmje  Federico Fellini Fellini-Róma (1972) című alkotása volt. A következő évben hunyt el hasnyálmirigyrákban.

## Filmjei
- Az utca gyermeke (Scampolo) (Augusto Genina, 1928) [14]
- La cieca di Sorrento (Nunzio Malasomma, 1934)
- Tempo massimo (Mario Mattoli, 1934)
- Quei due (Gennaro Righelli, 1935) [15]
- Cavalleria (Goffredo Alessandrini, 1936) [16]
- 30 secondi d'amore (Mario Bonnard, 1936)
- La principessa Tarakanova (Fjodor Ocep ,[17] Mario Soldati, 1938)
- Una lampada alla finestra (Gino Talamo, 1940)
- La fuggitiva (Piero Ballerini, 1941)
- Péntek Rézi (Teresa Venerdì) (Vittorio De Sica, 1941) – Török Rezső regényéből [18]
- Finalmente soli (Giacomo Gentilomo, 1942)
- A szerencse az égből jön (La fortuna viene dal cielo) (Ráthonyi Ákos, 1942) [19]
- L'avventura di Annabella (Leo Menardi, 1943)
- La vita è bella (Carlo Ludovico Bragaglia, 1943)
- Campo de' fiori (Mario Bonnard, 1943)
- L'ultima carrozzella (Mario Mattoli, 1943)
- Il fiore sotto gli occhi (Guido Brignone, 1944)
- Quartetto pazzo (Guido Salvini, 1945)
- Róma, nyílt város (Roma città aperta) (Roberto Rossellini, 1945) [20]
- Abbasso la miseria! (Gennaro Righelli, 1945)
- Kigyúlnak a fények (Un uomo ritorna) (Max Neufeld, 1946) [21]
- A bandita (Il bandito) (Alberto Lattuada, 1946) [22]
- Avanti a lui tremava tutta Roma (Carmine Gallone, 1946)
- Abbasso la ricchezza! (Gennaro Righelli, 1946)
- Angelina (L'onorevole Angelina) (Luigi Zampa, 1947) [23]
- Lo sconosciuto di San Marino (Michał Waszyński, 1948)
- Assunta Spina (Mario Mattoli, 1948)
- Szerelem (L'amore) (Roberto Rossellini, 1948) [24]
- Molti sogni per le strade (Mario Camerini, 1948)
- Vulcano (William Dieterle, 1950)
- The Ways of Love (1950) [25]
- Szépek szépe (Bellissima) (Luchino Visconti, 1951) [26]
- Camicie rosse (Goffredo Alessandrini, Francesco Rosi, 1952) [27]
- Az aranyhintó (La carrozza d'oro) (Jean Renoir, 1952) [28]
- Nők vagyunk (Siamo donne) (1953) [29]
- The Rose Tattoo (Daniel Mann, 1955) [30]
- Carosello del varietà (Aldo Bonaldi, Aldo Quinti, 1955) [31]
- Suor Letizia (Mario Camerini, 1956) [32]
- Wild is the Wind (George Cukor, 1957) [33]
- A pokol városában (Nella città l'inferno) (Renato Castellani, 1959) [34]
- Orfeusz alászáll (The Fugitive Kind) (Sidney Lumet, 1960) [35]
- Risate di gioia (Mario Monicelli, 1960)
- Mamma Róma (Mamma Roma) (Pier Paolo Pasolini, 1962) [36]
- Le magot de Josefa (Claude Autant-Lara, 1963)
- ...e la donna creò l'uomo (Camillo Mastrocinque, 1964) [15]
- Olasz furcsaságok (Made in Italy) (Nanni Loy, 1965) [37]
- Santa Vittoria titka (The Secret of Santa Vittoria (Stanley Kramer, 1969) [38]
- Tre donne (Alfredo Giannetti, 1971) – három részes TV sorozat [39]

1. Az énekesnő (La sciantosa)
2. Találkozás 1943-ban (1943: Un incontro)
3. Az autó (L'automobile)

- Róma, 1870 (…Correva l'anno di grazia 1870) (Alfredo Giannetti, 1971) [40]
- Fellini-Róma (Roma) (Federico Fellini, 1972) [41]

## Díjak és jelölések

### Oscar-díj
- 1955 díj Tetovált rózsa, legjobb színésznő
- 1958 jelölés Wild is the Wind, legjobb színésznő

### BAFTA-díj
- 1957 díj Tetovált rózsa (1955), legjobb külföldi színésznő
- 1959 jelölés Wild is the Wind (1957), legjobb külföldi színésznő

### David di Donatello-díj
- 1959 díj A pokol városában, legjobb színésznő
- 1958 díj Wild is the Wind (1957), legjobb színésznő

### Ezüst Szalag díj
- 1946 Róma, nyílt város (1945), legjobb női mellékszereplő
- 1948 L'onorevole Angelina (1946), legjobb színésznő
- 1949 L'amore (1948), legjobb színésznő
- 1952 Szépek szépe (1951), legjobb színésznő
- 1957 Suor Letizia (1957), legjobb színésznő

### Golden Globe-díj
- 1956 díj Tetovált rózsa (1955), legjobb drámai filmszínésznő
- 1958 jelölés Wild is the Wind,  legjobb drámai filmszínésznő
- 1970 jelölés Santa Vittoria titka, legjobb színésznő (musical/vígjáték kategóriában)

### Amerikai Filmkritikusok Szövetsége díj
- 1946 díj Róma, nyílt város (1945), legjobb színésznő
- 1955 díj Tetovált rózsa (1955), legjobb színésznő

### New York-i Filmkritikusok Díja
- 1955 díj Tetovált rózsa (1955), legjobb színésznő

### Berlini Nemzetközi Filmfesztivál
- 1958 – Ezüst Medve díj Wild is the Wind, legjobb színésznő

### Velencei filmfesztivál
- 1948 Volpi kupa L'onorevole Angelina (1946)